# 玛格丽特·爱德华兹
玛格丽特·爱德华兹（英語：Margaret Edwards，1939年3月28日—），英国女子游泳运动员，主攻仰泳。她曾代表英国参加1956年夏季奥林匹克运动会游泳比赛，获得女子100米仰泳铜牌。